# Arno Benzler
Arno Benzler (ur. ?, zm. ?) – niemiecki as myśliwski z czasów I wojny światowej z 9 potwierdzonymi zwycięstwami powietrznymi.
Służył w Jasta 32 od 14 lutego 1917 roku. 22 grudnia został przeniesiony do Jasta 45. 6 marca 1918 roku został przeniesiony do Jasta 65 na stanowisko dowódcy. W jednostce odniósł dwa zwycięstwa powietrzne (w marcu). 18 marca powrócił do Jasta 45. 12 kwietnia 18918 roku zestrzelił balon obserwacyjny. 27 maja 1918 roku ponownie został przeniesiony z Jagdstaffel 45 tym razem do Jasta 60. W jednostce pełnił obowiązki dowódcy. Odniósł w niej  kolejne 5v zwycięstw powietrznych. 15 października został ranny, ale pozostał na stanowisku dowódcy do końca wojny.